# Sonate K. 238
La sonate K. 238 (F.186/L.27) en fa mineur est une œuvre pour clavier du compositeur italien Domenico Scarlatti.

## Présentation
La sonate K. 238 en fa mineur, notée Andante, est à deux voix, toute en rythmes pointés selon « une formule […] qui sert de germe à toute la pièce ». Malgré la ressemblance rythmique avec des pièces françaises, il semble que l'origine soit une chanson populaire d'Estrémadure et « on n'a de fait aucune peine à l'imaginer exécutée en plein air par des instruments à vent, des flûtes, des hautbois, des hautbois da caccia et des bassons »,.

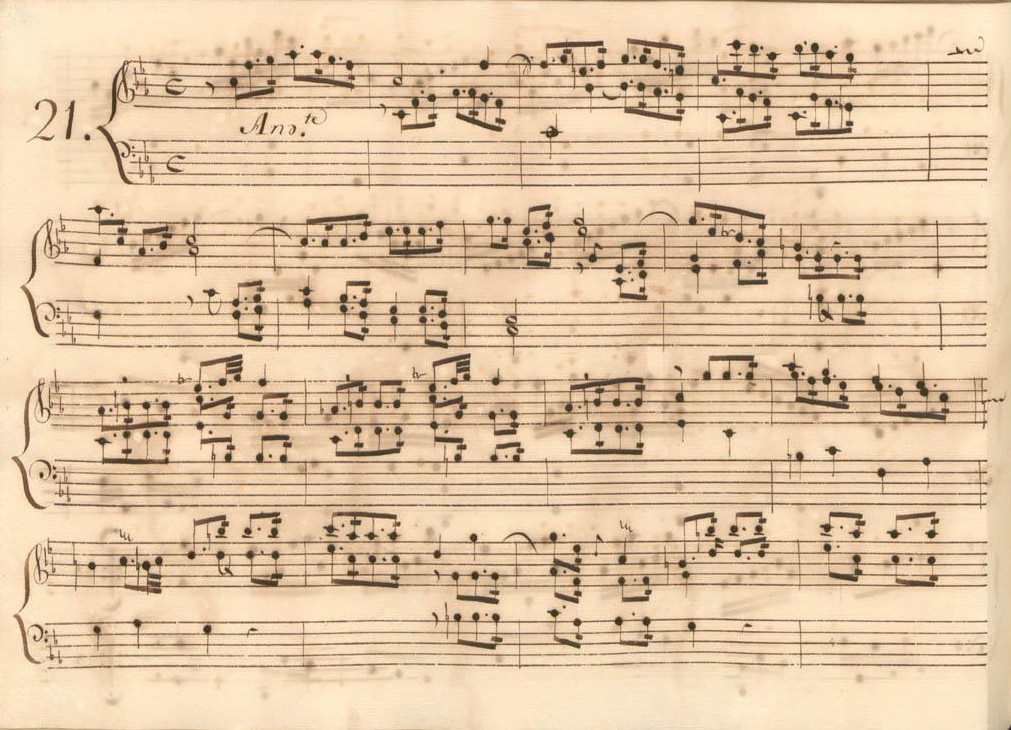
Début de la sonate, extraite du volume V du manuscrit de Parme.

Le manuscrit principal est le numéro 3 du volume IV (Ms. 9775) de Venise (1753), copié pour Maria Barbara ; les autres sources manuscrites étant Parme V 21 (Ms. A. G. 31410), Münster IV 56 (Sant Hs 3967) et Vienne B 54 (VII 28011 B). Une copie figure à Saragosse, source 2, ms. B-2 Ms. 31, fos 83v-85r (no 42)

## Interprètes
La sonate K. 238 est interprétée au piano notamment par Pietro Scarpini (1957, Rhine Classics), Peter Katin (1985, Claudio Records), Konstantin Scherbakov (2000, Naxos, vol. 7), Carlo Grante (2009, Music & Arts, vol. 2) et Julius Asal (2023, DG) ; au clavecin, elle est défendue par Gustav Leonhardt (1978, Seon/Sony), Scott Ross (1985, Erato), Sergio Vartolo (Bongiovanni), Pierre Hantaï (2017, Mirare), Richard Lester (2002, Nimbus, vol. 2) et Pieter-Jan Belder (Brilliant Classics). Johannes Maria Bogner l'a enregistrée sur clavicorde (2015, Colophon/Fra Bernardo). 
Narciso Yepes la joue à la guitare (1985, DG) et le Duo Chomet-Cazé (Isabelle Chomet et Bertrand Cazé) à deux guitares (Mandala). Andreas Nebl l'interprète à l'accordéon (2021, Castigo Classic Recordings).

## Sources
: document utilisé comme source pour la rédaction de cet article.
- Ralph Kirkpatrick (trad. de l'anglais par Dennis Collins), Domenico Scarlatti, Paris, Lattès, coll. « Musique et Musiciens », 1982 (1re éd. 1953 (en)), 493 p. (OCLC 954954205, BNF 34689181).
- Alain de Chambure, « Domenico Scarlatti : Intégrale des sonates — Scott Ross », p. 208, Erato (2564-62092-2), 1985 (OCLC 891183737) .
- (es) Celestino Yáñez Navarro (thèse), Nuevas aportaciones para el estudio de las sonatas de Domenico Scarlatti. Los manuscritos del Archivo de Música de las Catedrales de Zaragoza, Université autonome de Barcelone, 2016 (lire en ligne)